# Elecciones a Cortes Constituyentes en Estonia de 1919
Las elecciones a Cortes Constituyentes en Estonia de 1919 se celebraron entre el 5 y 7 de abril de ese año. 

## Historia
Las elecciones fueron convocadas por el Gobierno Provisional de Estonia durante la guerra de Independencia. Los partidos de izquierda y de centro ganaron las elecciones.

## Sistema electoral
La Asamblea Constituyente de Estonia se eligió por representación proporcional por listas de partidos en un distrito nacional, utilizando el método D'Hondt. Entre los votantes elegibles se encontraban soldados en el frente. 

## Resultados
| Partido                            | Partido                                         | Votos   | %      | Escaños |
| ---------------------------------- | ----------------------------------------------- | ------- | ------ | ------- |
|                                    | Partido Socialdemócrata Obrero Estonio          | 152.341 | 33,27  | 41      |
|                                    | Partido Laborista de Estonia                    | 114.879 | 25,09  | 30      |
|                                    | Partido Popular Estonio                         | 94.892  | 20,72  | 25      |
|                                    | Liga Rural                                      | 29.989  | 6,55   | 8       |
|                                    | Socialistas-Revolucionarios                     | 26.536  | 5,80   | 7       |
|                                    | Partido Democrático Cristiano                   | 20.157  | 4,40   | 5       |
|                                    | Partido Balto-Alemán                            | 11.462  | 2,50   | 3       |
|                                    | Unión Nacional Rusa                             | 5.765   | 1,26   | 1       |
|                                    | Partido de los Residentes de la isla de Hiiumaa | 1.090   | 0,24   | 0       |
|                                    | Unión Panestonia de Marineros                   | 795     | 0,17   | 0       |
| Total                              | Total                                           | 457.906 | 100,00 | 120     |
|                                    |                                                 |         |        |         |
| Votantes registrados/participación | Votantes registrados/participación              | 653.000 | 72,16  |         |
| Fuente: McHale, Nohlen & Stöver    |                                                 |         |        |         |